# Buddleja microstachya
Buddleja microstachya là một loài thực vật có hoa trong họ Huyền sâm. Loài này được E.D.Liu & H.Peng mô tả khoa học đầu tiên năm 2006.